# 桂ヶ岡公園
桂ヶ岡公園（かつらがおかこうえん）は北海道網走市桂町にある都市公園。桂ヶ岡砦跡（チャシ）と桜の名所として知られる。 
網走市の景観・緑計画区域「景観・緑重要公共施設」に設定されている。

## 公園内の施設
- 桂ヶ岡砦跡（チャシ） - 国指定史跡
- 網走市立郷土博物館
- 桂ヶ岡グランド

## 所在地
〒093-0041 北海道網走市桂町１丁目

## 交通アクセス
- JR桂台駅 徒歩3分
- 網走バスターミナル 徒歩6分
- JR網走駅 徒歩15分

## 周辺
- 網走神社
- 法龍寺
- 網走市立網走小学校